# IC 4406
IC 4406是一個位於豺狼座西邊的行星狀星雲，又稱為視網膜星雲（Retina Nebula），形狀類似環面與視網膜，並有擁有黑暗的星塵。